# Wiki Conference India

Slogan da convenção.

Wiki Conference India é uma conferência realizada na em Mumbai, na India pelos usuários dos projetos da Wikimedia Foundation. A conferência é o principal evento anual da Wikimedia na Índia e é aberto à participação de usuários de todos os países.